# Robert Sears
Robert Wilson Sears (Portland, 30 novembre 1884 – Atlanta, 9 gennaio 1979) è stato uno schermidore statunitense, vincitore di una medaglia di bronzo nella scherma ai giochi olimpici.